# Vincent Couturier
Vincent Couturier (22 luglio 1990) è uno schermidore canadese.

## Palmarès
In carriera ha conseguito i seguenti risultati:
- Giochi Panamericani:

Guadalajara 2011: argento nella sciabola a squadre.